# Нормальная аэродинамическая схема

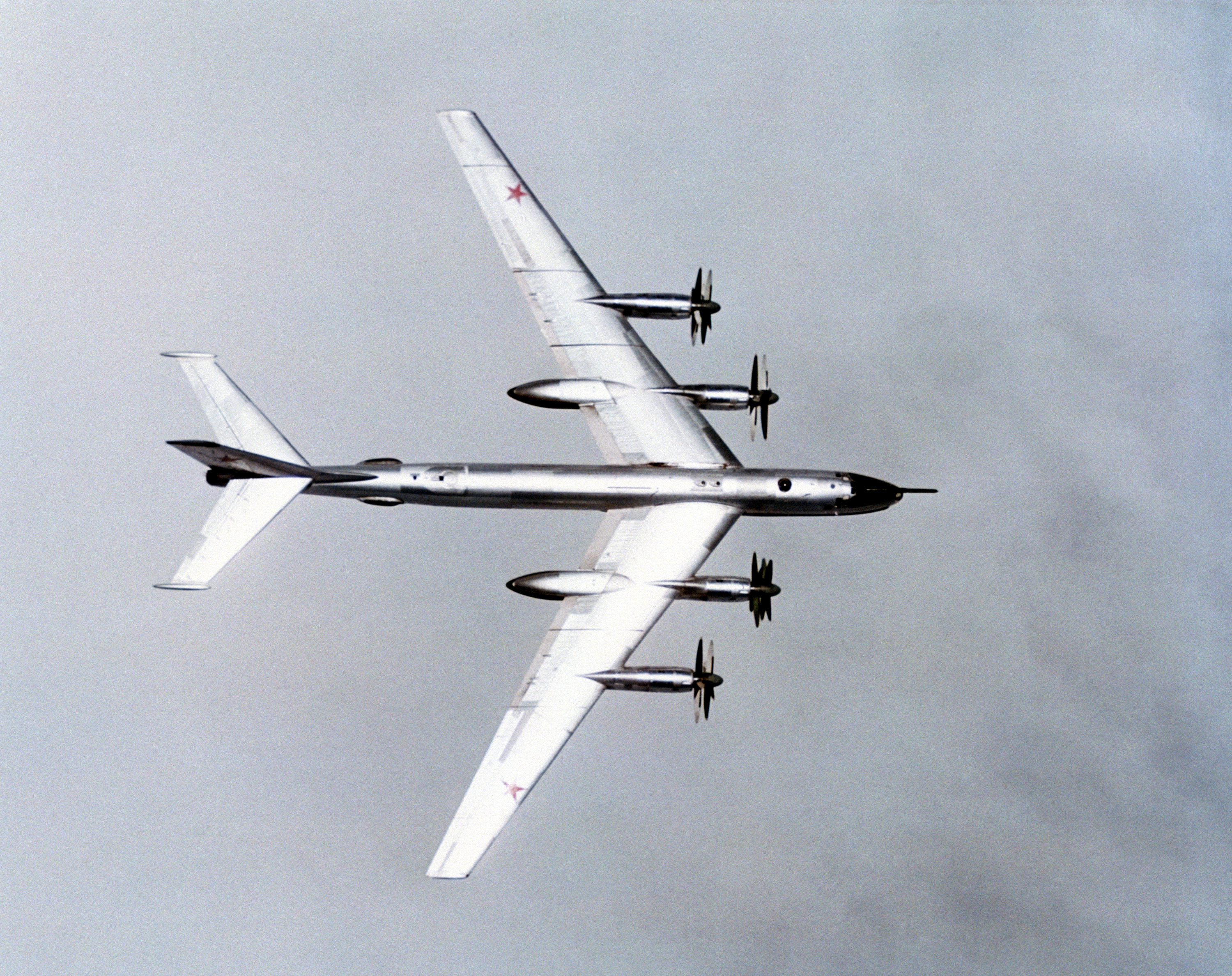
Ту-95 — классический пример самолёта, построенного по нормальной аэродинамической схеме, со стреловидным крылом.

Нормальная аэродинамическая схема (классическая) — наиболее массовая аэродинамическая схема, при которой летательный аппарат (ЛА) имеет горизонтальное оперение (стабилизатор), расположенное после крыла. 
Для обеспечения статической устойчивости ЛА любой аэродинамической схемы положение центра тяжести должно быть впереди аэродинамического фокуса. Нормальная аэродинамическая схема имеет наиболее простое решение вопросов продольной управляемости и устойчивости на различных режимах полёта. При нормальной аэродинамической схеме ЛА может оснащаться прямым или стреловидным крылом, крылом переменной стреловидности, комбинацией крыльев (биплан, триплан), плоским или крестообразным крылом (крылатые ракеты). Хвостовое оперение может быть классическим, V-образным, Т-образным  с цельноповоротными килями и/или горизонтальными рулями, с одним или несколькими килями, крестообразным.
К представителям данной схемы можно отнести практически всю пассажирскую, спортивную, и транспортную авиацию, большинство послевоенных бомбардировщиков. Представители этой схемы присутствуют в любом классе авиации.

## Преимущества
Позволяет получить наибольший разбег допустимых центровок по сравнению с другими аэродинамическими схемами. Это свойство наиболее ценно для пассажирских и транспортных самолётов. Остальные преимущества определяются отсутствием недостатков других схем:
- Безопаснее, чем утка, так как отсутствует опасность клевка.
- В отличие от бесхвостки, позволяет использовать мощную механизацию крыла, что улучшает взлётно-посадочные характеристики.

## Недостатки
- Наличие потерь на балансировку. Для статически устойчивого самолёта балансировочное усилие на ГО вычитается из подъёмной силы крыла.
- Просадка при выполнении манёвра. Причина та же — управляющее усилие направлено в сторону, противоположную манёвру.

Развитие ЭДСУ позволило перейти к статически неустойчивым самолётам (центр тяжести располагается позади аэродинамического фокуса, что меняет направление балансировочного усилия на горизонтальном оперении с отрицательного на положительное), что нейтрализует оба указанных недостатка.
- По сравнению с бесхвосткой имеет бо́льшую омываемую поверхность и соответственно, большее аэродинамическое сопротивление.

## Галерея

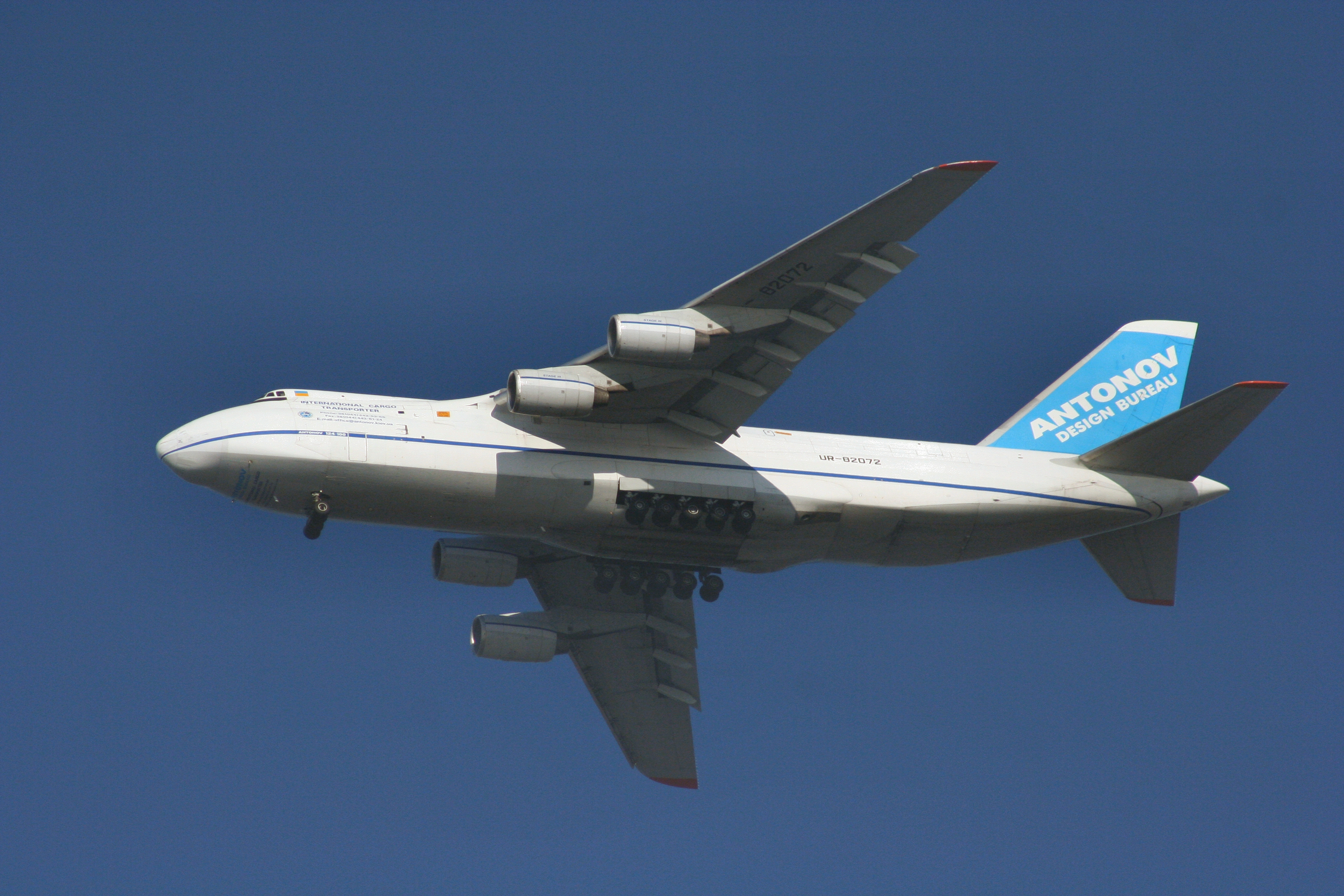
Ан-124 - тяжёлый транспортный самолёт с классическим оперением.
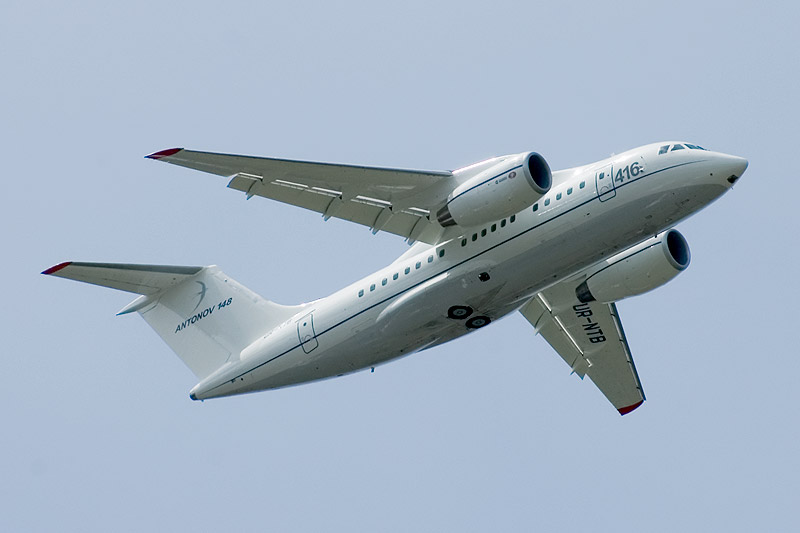
Ан-148 - пассажирский высокоплан с Т-образным оперением
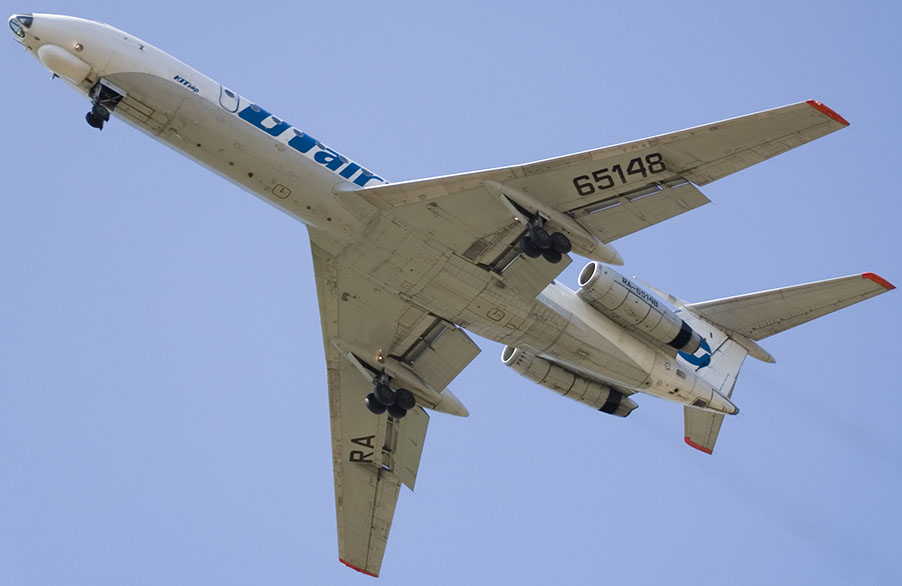
Ту-134 - пассажирский низкоплан с Т-образным оперением
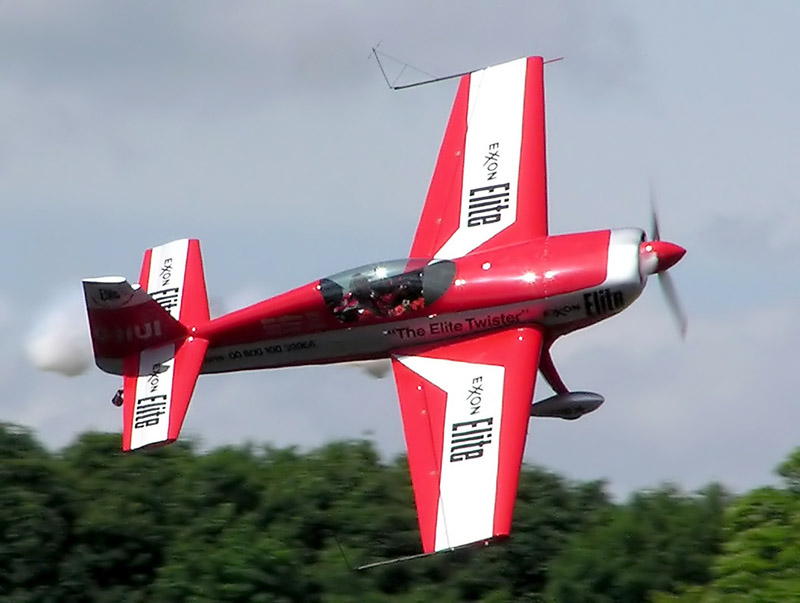
Extra EA-300 - пилотажный самолёт с прямым крылом.
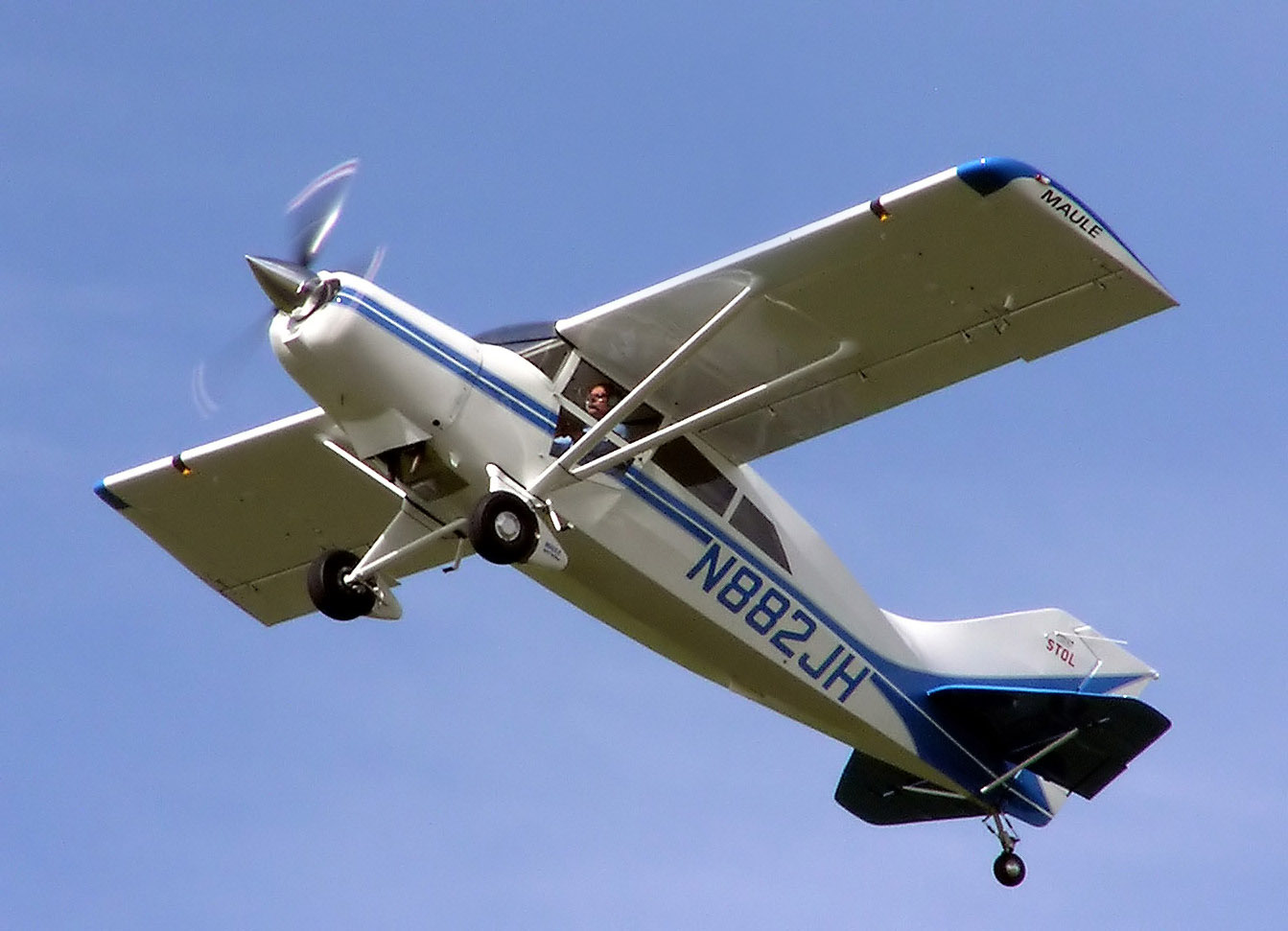
Maule M-7-235B - легкомоторный высокоплан с крылом на расчалках.
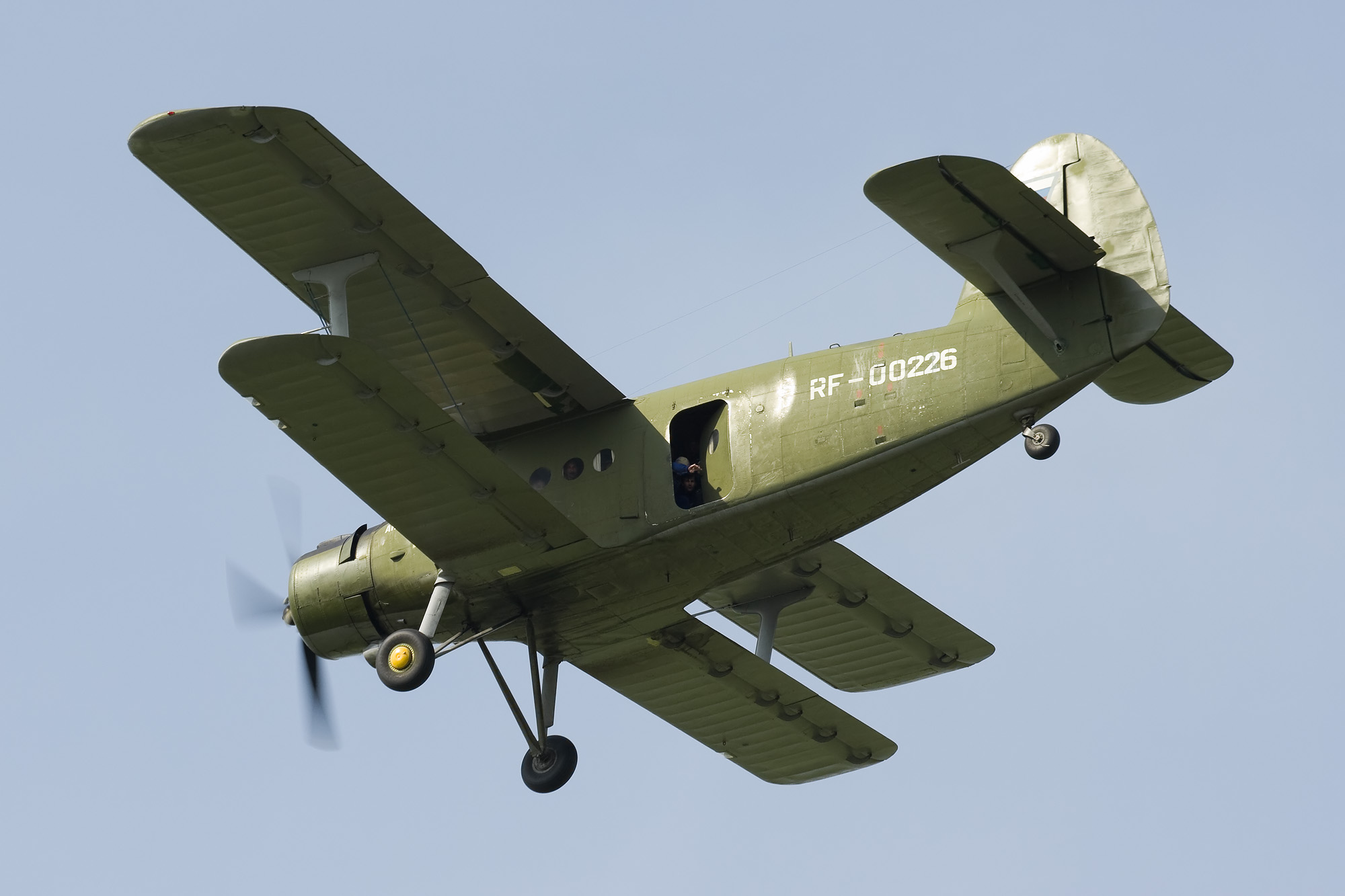
Ан-2 - биплан нормальной аэродинамической схемы.
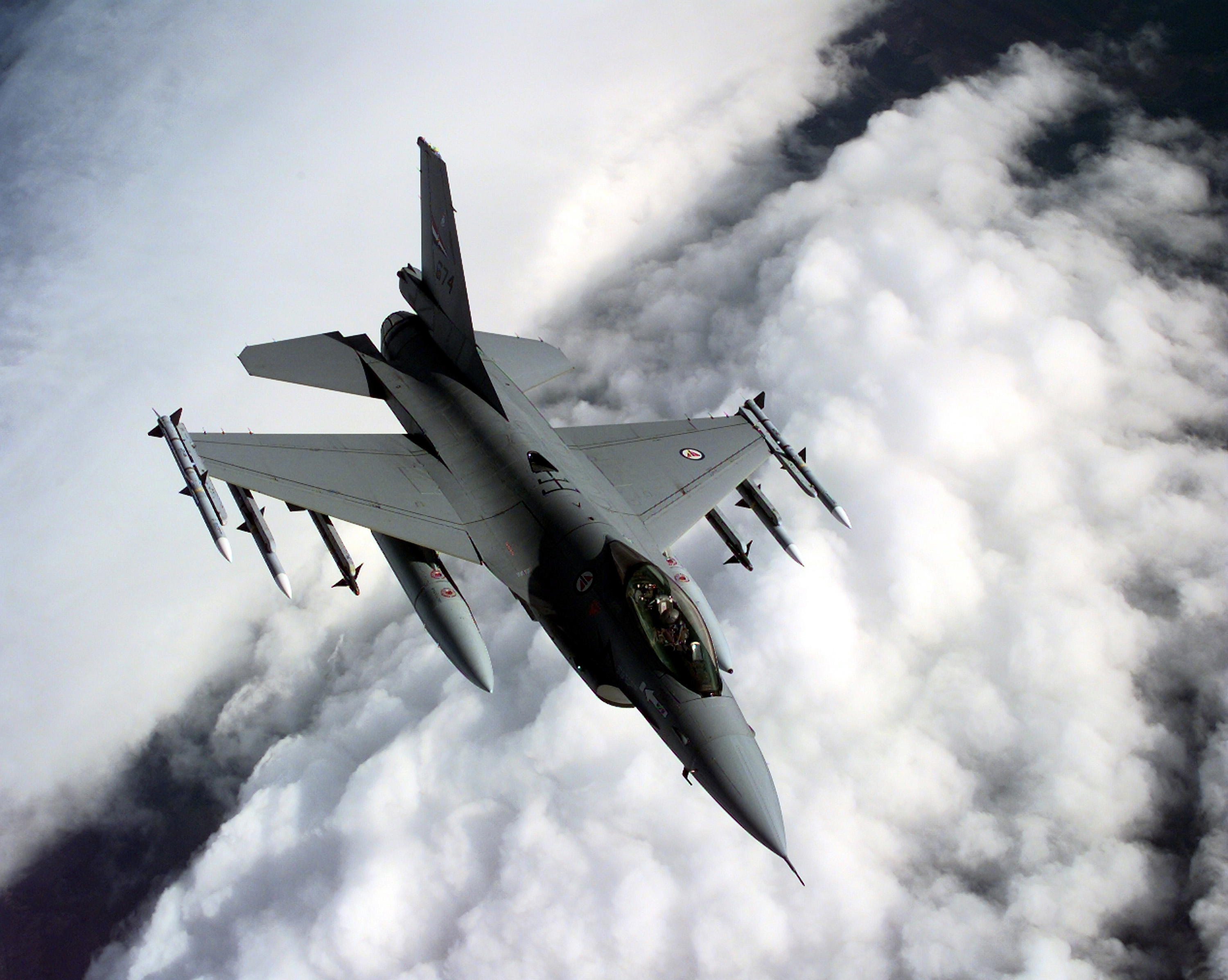
F-16 - истребитель-среднеплан с одним килем.
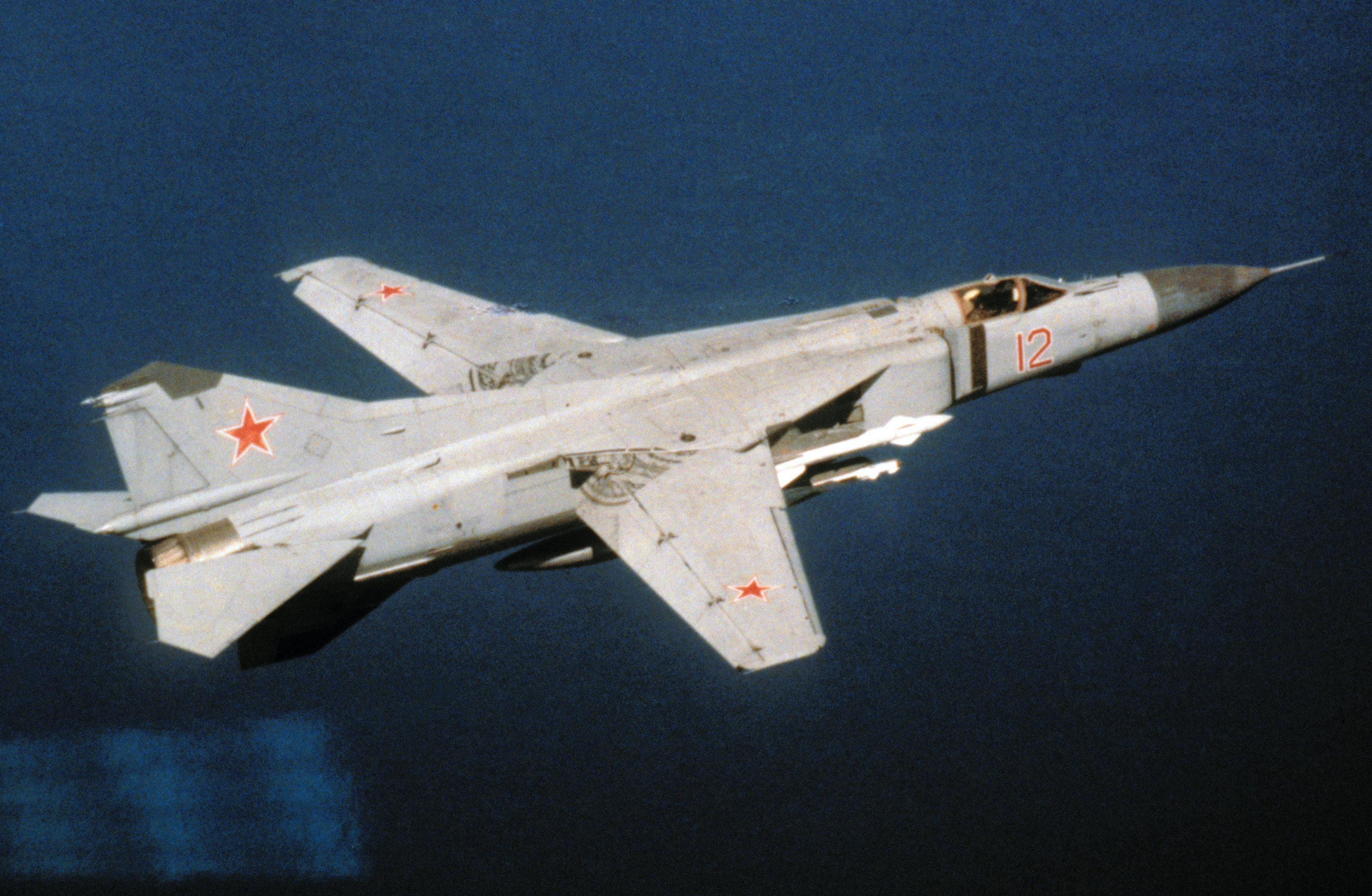
МиГ-23 - высокоплан с крылом переменной стреловидности.
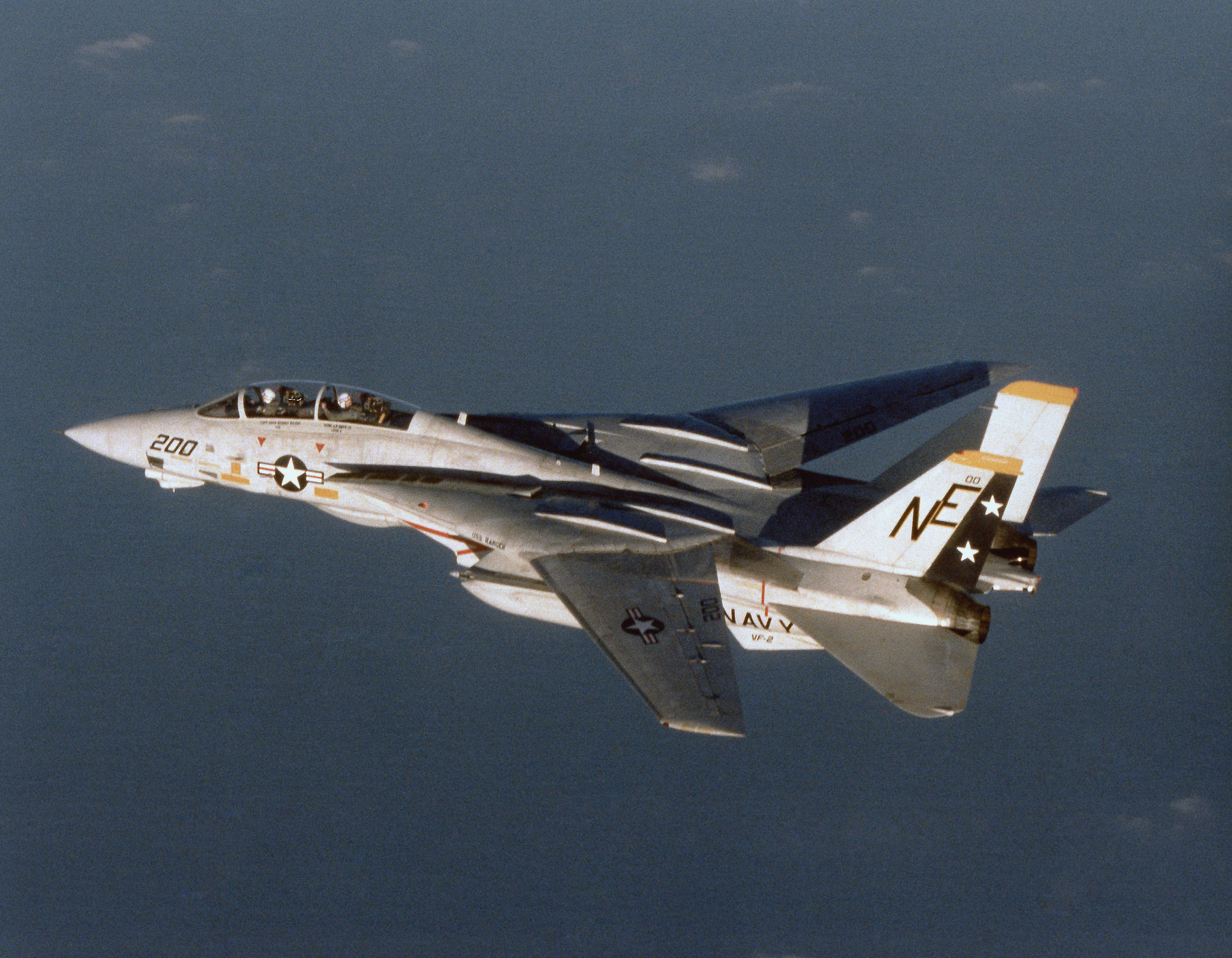
F-14 - высокоплан с крылом переменной стреловидности и двумя килями
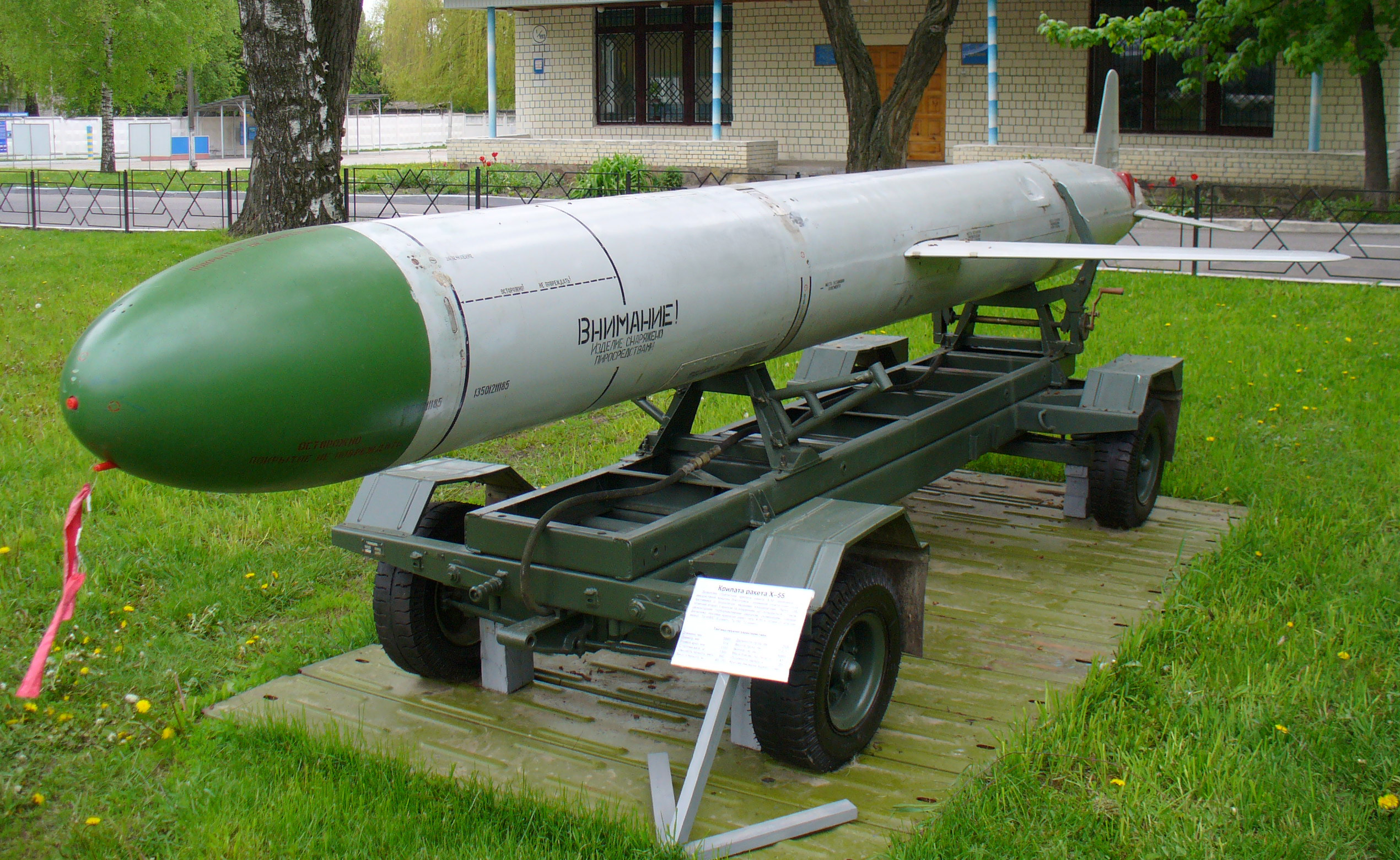
Х-55 - крылатая ракета с плоским крылом.
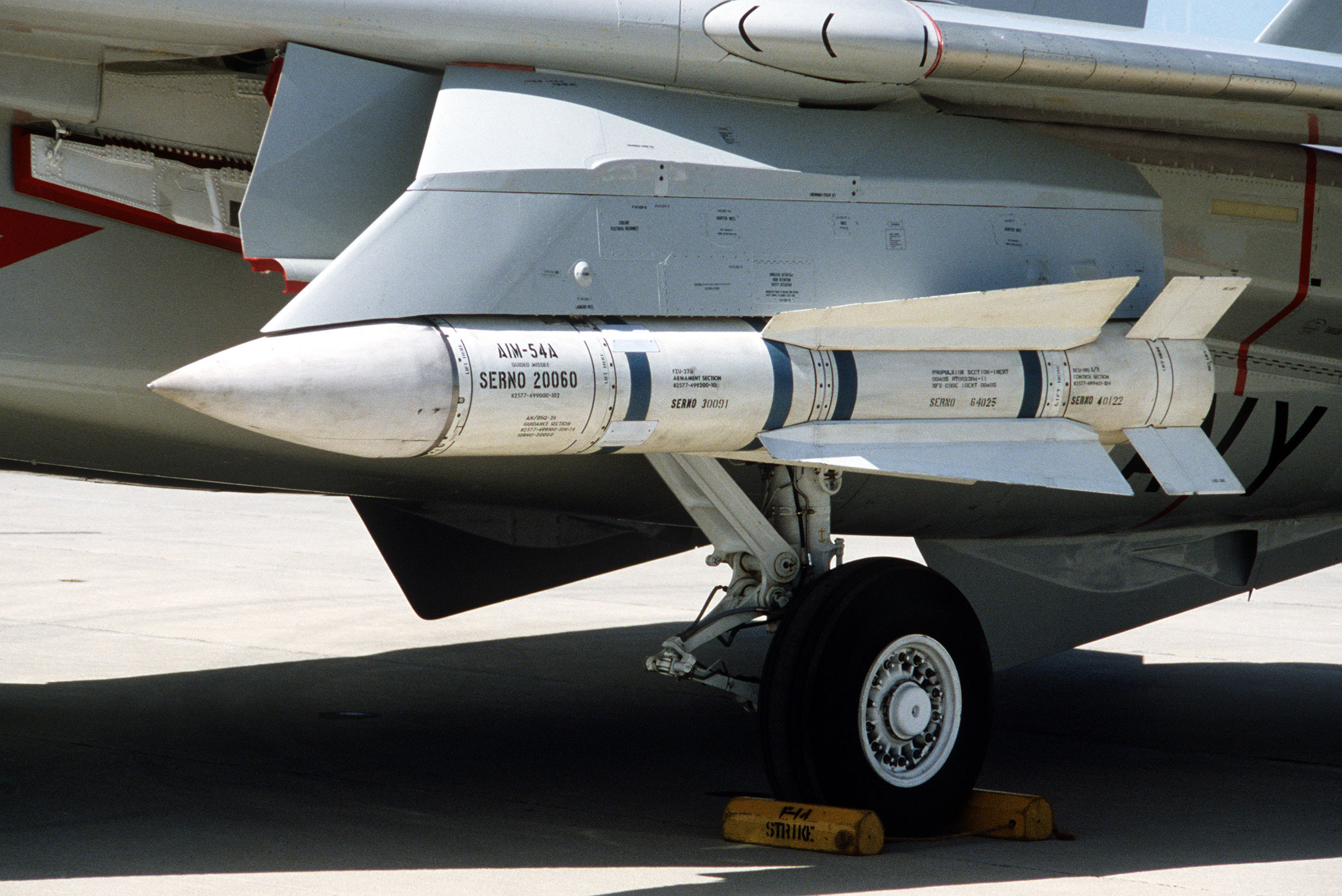
AIM-54 - крылатая ракета с крестообразным крылом и хвостовым оперением.
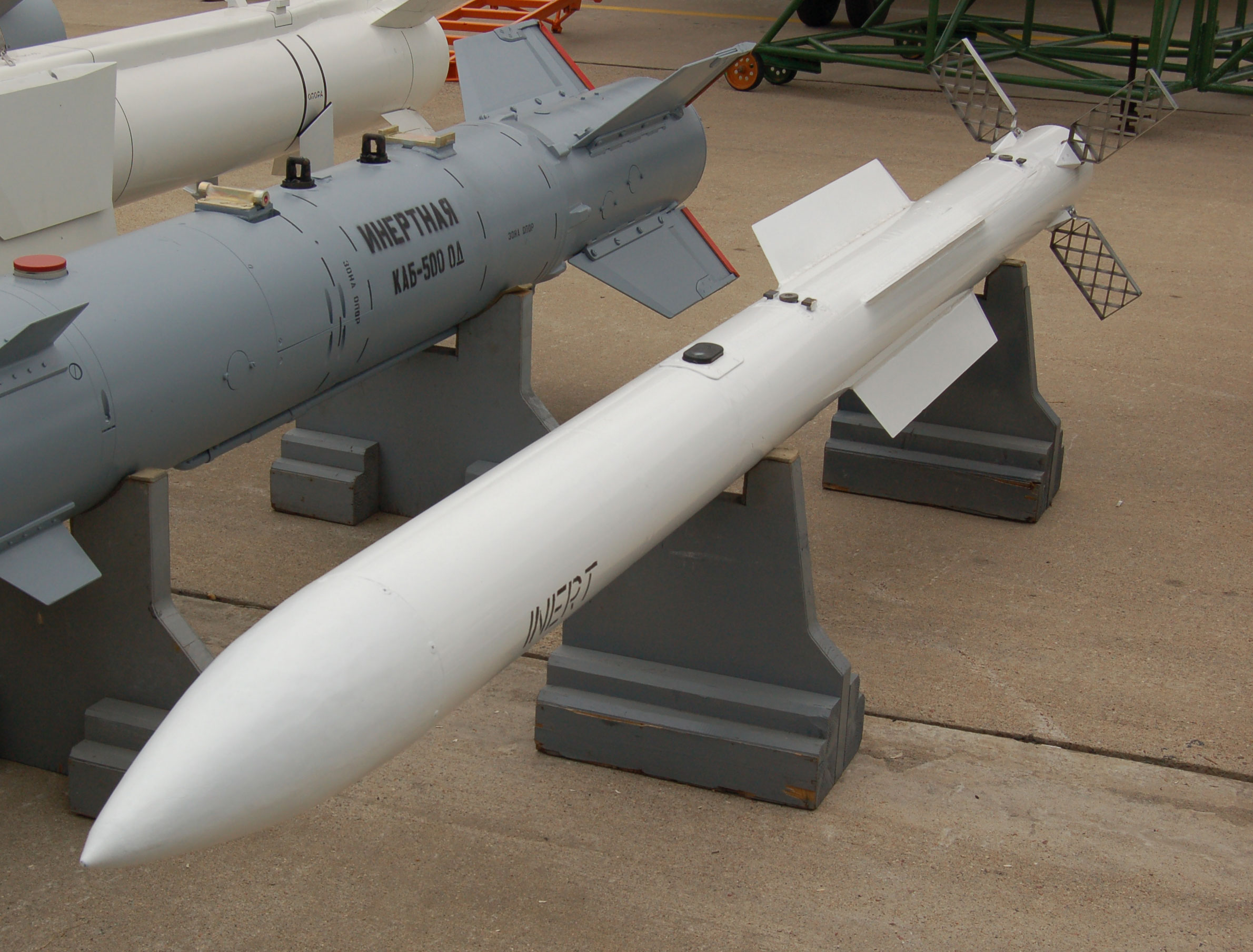
Р-77 - крылатая ракета с крестообразным крылом малого удлинения и решётчатыми рулями.